# 1. FC 08 Birkenfeld
Der 1. FC 08 Birkenfeld ist ein Fußballverein aus Birkenfeld.
Der am 1. Juli 1908 gegründete Verein spielte vor und während des Zweiten Weltkriegs einige Jahre in der damals erstklassigen Gauliga, wobei der 1. FC zwar 1933 zu den Gründungsmitgliedern der Gauliga Württemberg zählte, anschließend aber in badische Spielklassen eingeteilt wurde. 1939 stieg der FC Birkenfeld in die Gauliga Baden auf, während der Saison 1940/41 zog der Verein seine erste Mannschaft kriegsbedingt vom Spielbetrieb zurück.
Nach dem Krieg fusionierte der Verein noch im Jahr 1945 mit der TV 1878 zur Sportvereinigung (SpVgg) Birkenfeld, 1959 trennten sich die beiden Vereine wieder. Im Jahr 1950 tauchten die Birkenfelder dann noch mal im überregionalen Blickfeld auf, als sie in die 1. Amateurliga Nordbaden aufstiegen. Die 08er hielten sich von 1950/51 bis 1964/65 in der höchsten Amateurklasse. Als bestes Ergebnis erreichte man in der Runde 1956/57 den 2. Tabellenplatz. Anschließend folgte eine Phase als „Fahrstuhlteam“, das zweimal aus der Liga ab- und wieder aufstieg. In der Saison 1970/71 schließlich stieg der FC Birkenfeld letztmals aus der höchsten Amateurklasse ab und verschwand aus dem überregionalen Fußballgeschehen.
In den Saisons 2010/11 und 2011/12 spielte Birkenfeld in der Verbandsliga Baden, danach in der Landesliga Mittelbaden, aus der die Mannschaft 2023 abstieg.

## Ligazugehörigkeit
- Gauliga Württemberg: 1933/34
- Gauliga Baden Mitte: 1939/40
- Gauliga Baden: 1940/41 (zurückgezogen)

## Bekannte Spieler
- Uwe Dittus
- Anton Fink
- Moritz Hoeft
- Horst Kunzmann
- Daniel Reule